# Hanno ucciso l'Uomo Ragno
Hanno ucciso l'Uomo Ragno è un singolo del gruppo musicale italiano 883, il secondo estratto dall'omonimo album del 1992.

## Descrizione
Il brano ha come protagonista l'Uomo Ragno, il supereroe dei fumetti della Marvel, a simboleggiare la gioventù che si scontra con le problematiche della vita. Con questa canzone gli 883 partecipano al Festivalbar e vengono premiati a Vota la voce come Miglior rivelazione e Miglior album.
Il brano è stato inserito anche nelle compilation Remix '94, Gli anni, Mille grazie, TuttoMax, Max Live 2008, Hanno ucciso l'Uomo Ragno 2012 (dove è reinterpretato con Dargen D'Amico), Le canzoni alla radio e Max Forever Vol.1 (in una versione dal vivo registrata al Circo Massimo di Roma).
La canzone appare come cameo nel videogioco Insomniac Marvel's Spiderman.

## Video musicale
Nel videoclip  non ufficiale della canzone, ma estrapolato dal film Jolly Blu, Max Pezzali viene condotto dal suo agente, interpretato dal bassista Saturnino, a un colloquio con l'impegnatissimo presidente di un'importante etichetta discografica interpretato da Jovanotti; Pezzali comincia quindi a cantare la canzone mentre nell'ufficio c'è un via vai di impiegati e numerose telefonate per il presidente. Alla fine quest'ultimo si convince delle qualità del cantante e gli commissiona un album: l'agente, a questo punto, definisce Pezzali un "ragazzo fortunato" (riferimento all'omonimo singolo di Jovanotti).

## Tracce
1. Hanno ucciso l'Uomo Ragno (Fargetta Remix) – 5:10
2. Hanno ucciso l'Uomo Ragno (Album Version) – 4:12
3. Hanno ucciso l'Uomo Ragno (Pierpa Remix) – 5:30
4. Hanno ucciso l'Uomo Ragno (Drumappella) – 3:15

## Classifiche
| Classifica (1992) | Posizione massima |
| ----------------- | ----------------- |
| Italia            | 1                 |

| Classifica (2024) | Posizione massima |
| ----------------- | ----------------- |
| Italia            | 76                |

### Classifiche di fine anno
| Classifica (1992) | Posizione |
| ----------------- | --------- |
| Italia            | 10        |